# 人工知能
人工知能（じんこうちのう、英: artificial intelligence）、AI（エーアイ）は、「『計算（computation）』という概念と『コンピュータ（computer）』という道具を用いて『知能』を研究する計算機科学（computer science）の一分野」を指す語。「言語の理解や推論、問題解決などの知的行動を人間に代わってコンピューターに行わせる技術」、または、「計算機（コンピュータ）による知的な情報処理システムの設計や実現に関する研究分野」ともされる。『日本大百科全書(ニッポニカ)』で情報工学者の佐藤理史は次のように説明した。
| 「 | 誤解を恐れず平易にいいかえるならば、「これまで人間にしかできなかった知的な行為（認識、推論、言語運用、創造など）を、どのような手順（アルゴリズム）とどのようなデータ（事前情報や知識）を準備すれば、それを機械的に実行できるか」を研究する分野である。 | 」 |

AIの研究開発は「人工知能学」とも呼ばれる。AIに関する大学での研究や教育は「電気工学・コンピュータ科学部 人工知能・意思決定論科」、情報工学科や情報理工学科コンピュータ科学専攻などで行われている。1200の大学で使用された事例があるコンピュータ科学の教科書『エージェントアプローチ人工知能』の、2022年版の最終章最終節「結論」では、SF作家らは筋書きを面白くするためにディストピア的未来を好む傾向があるとされている。しかし今までのAIや他の革命的な科学技術（出版・配管・航空旅行・電話システム）について言えば、これらの科学技術は全て好影響を与えてきたと同教科書では掲載されている。

## 概要

### 「人工知能」の定義・解説
| 出典                                         | 定義・解説 |
| -------------------------------------------- | --- |
| 日本語辞典『広辞苑』                         | 推論・判断などの知的な機能を備えたコンピュータ・システム |
| 百科事典『ブリタニカ百科事典』               | 科学技術 > コンピュータ … 人工知能（AI）。一般的に知的存在に関連している課題をデジタルコンピュータやコンピュータ制御のロボットが実行する能力〔アビリティ〕 |
| 人工知能学会記事「教養知識としてのAI」       | 『人工知能とは何か』という問いに対する答えは，単純ではない．人工知能の専門家の間でも，大きな議論があり，それだけで1 冊の本となってしまうほど，見解の異なるものである．そのような中で，共通する部分を引き出して，一言でまとめると，『人間と同じ知的作業をする機械を工学的に実現する技術』といえるだろう |
| 学術論文「深層学習と人工知能」               | 人工知能は，人間の知能の仕組みを構成論的に解き明かそうとする学問分野である |
| 学術論文「人工知能社会のあるべき姿を求めて」 | 人工知能をはじめとする情報技術はあくまでツール |

人間の知的能力をコンピュータ上で実現する、様々な技術・ソフトウェア群・コンピュータシステム、アルゴリズムとも言われる。人工知能の例は、
- 人間の日常的な言語を扱う自然言語処理（機械翻訳・かな漢字変換・構文解析[22][23]・大規模言語モデル等[24]）
- 専門家の推論や判断を模倣するエキスパートシステム[22]
- 画像のパターンを検出や抽出する画像認識[22]

等がある。

### 概史
ある種の観点では、人工知能の70年以上の歴史とは、概念が入れ子状に派生してきた過程である。
1950年代から始まった初期の人工知能は、人間がルールを与える「探索と推論」（第1次ブーム）と「知識表現」（第2次ブーム）が中心だったが限界に至り、1980年代にはデータから学ぶ「機械学習」へ移行。2010年代にはその発展形である「ディープラーニング（深層学習）」が画像認識や囲碁で人間を凌駕し、第3次ブームが生じた。
2020年代以降は、文章や画像を自ら創り出す「生成AI」が社会に普及し、これは第4次ブームとも呼ばれ得る。汎用人工知能（AGI）の実現を目指す研究・開発も行われている。

## 研究開発

### 組織的・国家的プロジェクト

#### Google
Googleは2011年以降、AIの基礎研究を行う「Google Brain」と呼ばれる専門組織を社内に立ち上げ、彼らが主導する形でカナダで創業したDNN Researchを買収したり、英国DeepMindを買収するなど国際人材獲得に熱い投資を開始している。2015年には「TensorFlow」といった機械学習ライブラリをオープンソースで公開。 GPUやクラウド上も含め人工神経回路網の重み学習工程を計算グラフとして処理できるようにした。翻訳や検索、音声認識、写真分類といったアプリケーション構築にTensorFlowが使用された。
Googleはアレン脳科学研究所と連携し脳スキャンによって生まれた大量のデータを処理するためのソフトウェアを開発している。2016年の時点で、Googleが管理しているBrainmapのデータ量は1ゼタバイトに達する。Googleは、ドイツのマックスプランク研究所と共同研究を始め、脳の電子顕微鏡写真から神経回路の再構成を研究している。脳の仕組みをAIに取り入れる方向性から、取り入れず工学的な発展アプローチまで幅広く基礎研究を進めている大企業である。また基礎だけでなく応用実装(バイオから核物理まで)も幅広い。

#### マイクロソフト
マイクロソフトは「AI for Good Lab」（善きAI研究所）を設置し、eラーニングサービス「DeepLearning.AI」と提携している
。

#### 中国
中国は2016年の第13次5か年計画からAIを国家プロジェクトに位置づけ、脳研究プロジェクトとして中国脳計画も立ち上げ、官民一体でAIの研究開発を推進している。中国の教育機関では18歳以下の天才児を集めて公然とAI兵器の開発に投じられてもいる。マサチューセッツ工科大学 (MIT) のエリック・ブリニョルフソン教授や情報技術イノベーション財団などによれば、中国ではプライバシー意識の強い欧米と比較してAIの研究や新技術の実験をしやすい環境にあるとされている。日本でスーパーコンピュータの研究開発を推進している齊藤元章もAIの開発において中国がリードする可能性を主張している。世界のディープラーニング用計算機の4分の3は中国が占めてるともされる。米国政府によれば、2013年からディープラーニングに関する論文数では中国が米国を超えて世界一となっている。FRVTやImageNetなどAIの世界的な大会でも中国勢が上位を独占している。大手AI企業Google、マイクロソフト、Appleなどの幹部でもあった台湾系アメリカ人科学者の李開復は中国がAIで覇権を握りつつあるとする『AI超大国：中国、シリコンバレーと新世界秩序』を著してアメリカの政界やメディアなどが取り上げた。

#### フランス
フランス大統領エマニュエル・マクロンはAI分野の開発支援に向け5年で15億ドルを支出すると宣言し、AI研究所をパリに開き、フェイスブック、グーグル、サムスン、DeepMind、富士通などを招致した。イギリスともAI研究における長期的な連携も決定されている。EU全体としても、「Horizon 2020」計画を通じて、215億ユーロが投じられる方向。韓国は、20億ドルを2022年までに投資をする。6つのAI機関を設立し褒賞制度も作られた。目標は2022年までにAIの世界トップ4。

#### 日本
日経新聞調べによると、国別のAI研究論文数は1位米国、2位中国、3位インド、日本は7位だった。東京大学をはじめ工科大学、その他NTTデータや富士通といった民間企業がAIの技術開発を進めてきた。ニューラルネットの基礎研究ではかつて先陣を切っていたものの、その後の米国による深層学習再興には乗り遅れたという指摘がある。
ソフトバンクグループ（SBG）
2025年1月、ソフトバンクグループ（SBG）の孫正義は、アメリカのOpenAIと共同会社「スターゲート」を設立し孫がその会長に就任し、当初1千億ドル（約 15.5兆円）を投資し、アメリカのテキサス州にAI開発に使うデーターセンターの建設を予定と発表した。その後に他地域にも展開し、4年間で投資額を最大で5千億ドル（77.8兆円）に増やす見込みという。
2025年2月、ソフトバンクグループとOpenAIは、企業向けAIのクリスタル・インテリジェンス（Cristal intelligence）の開発・販売に関するパートナーシップおよび、世界にさきがけ日本国内で提供してゆくことを発表した。

## 応用例

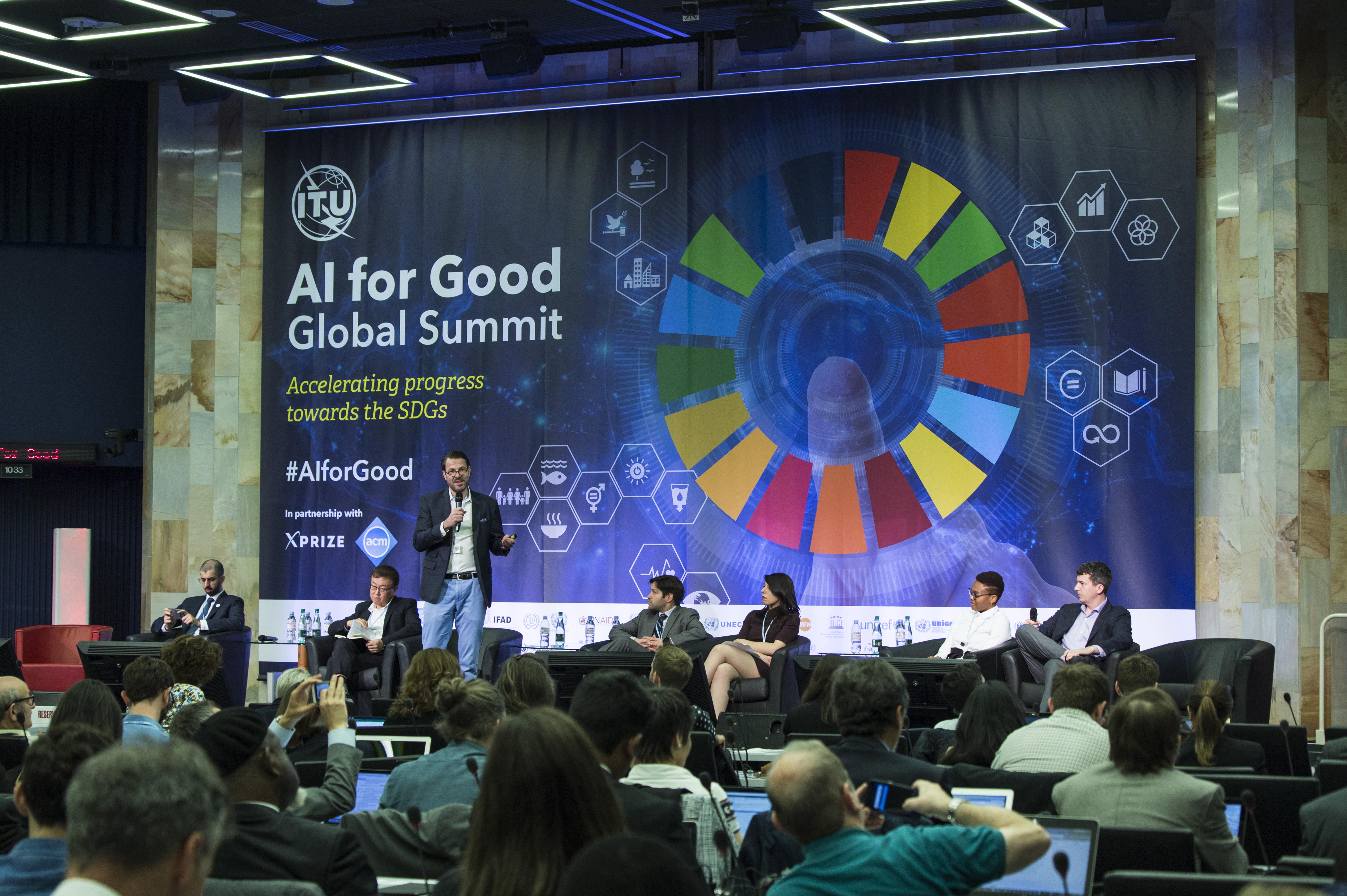
人工知能が突如として爆発的に成長する中、人間のために役立つ人工知能という考え方もこれまで以上に重要になっている。

機械学習や深層学習は、特化型AI（Artificial Narrow Intelligence：ANI）として自然科学や工学の領域で活用されている。以下に列挙するのは高度な事例である。
1. タンパク質の折り畳みの高精度予測[59]
2. 自然言語処理によるRNAコドン配列の解析[60]
3. 気象物理過程式のパラメータ逆推定および気象モデルの最適統合[61]
4. プレート境界の摩擦パラメータ推定、すべり量、発生サイクルを学習させることによる地震発生時期の予測[62]
5. iPS細胞の生死などの状態、分化と未分化、がん化などの非標識判別[63]
6. 膨大な論文・公開特許から化合物の物性値や製法を抽出し知識ベース化できる化学検索エンジン[64]
7. 薬剤、分子探索、活性化合物構造の自動提案[65]
8. 宇宙の大規模構造の偏りをもたらした初期の物理パラメータを推定、宇宙全体の3Dシミュレーションの効率化[66]
9. 画像分類CNNを使用したマウス脳神経の自動分類、回路自動マッピング[67]
10. GANと回帰モデルによる複雑材料系(充填剤や添加剤)の特性予測[68]
11. CAD設計手法の一つであるトポロジー最適化における、制約条件と解析結果の因果関係の抽出[69]
12. 第一原理計算(DFT計算)よりも10万倍以上高速な、55元素の任意の組み合わせの原子構造を高い精度で再現できる原子シミュレーターを用いた材料探索[70]
13. 流体力学の方程式を使わない、流体シミュレーション[71]
14. 医療診断用 視覚言語モデル[72]
15. ロボットの動作生成[73]
16. 科学的再現性の危機の解決、つまり科学論文に意図的に嘘、再現実験をしても再現しないことが書かれている場合にそれを見抜くための、論文の正確性と透明性の分析[74]
17. コーディング（プログラミング）の自動化[75]

### 医療・医用情報工学・メドテック
医療現場ではAIが多く活用されており、最も早く導入されたのは画像診断と言われている。レントゲンやMRI画像の異常部分を検知することで、病気の見逃し発見と早期発見に役立っている。また、AIがカルテの記載内容や患者の問診結果などを解析できるよう、自然言語処理技術の発展も進んでいる。今後はゲノム解析による疾病診断、レセプトの自動作成、新薬の開発などが行えるよう期待されている。
また、症例が少ない希少疾患の場合、患者の個人情報の保護が重要になるため、データを暗号化した状態で統計解析を行う秘密計算技術にAIを活用して、データの前処理、学習、推論を行えることを目指す研究が行われている。
計算神経科学や人工知能の産物である、ChatGPTと同様の大規模言語モデルは、逆に今、脳神経科学研究の理解に寄与している。

### スマート農業・アグリテック
AIを搭載した収穫ロボットを導入することで、重労働である農作業の負担を減らしたり、病害虫が発生している個所をAIでピンポイントで見つけだして、農薬散布量を必要最小限に抑えたりすることが可能になる。AIで事前に収穫量を正確に予測できれば、出荷量の調整にも役立つ。
Googleは農作物のスキャニングと成長記録を行う農業AIロボット「Don Roverto」を開発。苗ひとつひとつの個体識別を行い、各苗の成長記録をとり実験を繰り返すことで学習し、苗をひと眼見るだけで厳しい環境下でも耐えられる気候変動に強い種を瞬時に見つけ出せる。
世界的な関心や社会貢献の観点からも、人工知能は国連が推進する持続可能な開発目標 (SDGs) の達成に貢献する。

### 人間の援助
2022年秋に大規模言語モデルによる生成AIのChatGPTが公開されて以来、人と会話して人を援助することが可能になった。生成AIは人間を模倣しようとするが、質の高い返答を生成させるには、質問する側の人間があらかじめ言葉で詳細な指示をすることが必要であり、その指示を作文する技術がプロンプトエンジニアリングであり、生成AIが人間の期待どおりに機能するよう入力テキストを作文する技術であり、そこには創造性と試行錯誤することも含まれる。
2023年10月、『ネイチャー』誌で、ウィキペディアの信頼性が人工知能によってついに向上する可能性が示された。
児童のサポート
子どものネット上の安全に人工知能を入れることは、国連や欧州連合で継続的に注目されている。
2歳児の失読症の診断など、子どもの発達にも寄与している。

### 自動運転
米国アルファベット社傘下のウェイモは、2021年からカリフォルニア州サンフランシスコで24時間365日営業の自動運転タクシーを運行しており、同じくカリフォルニア州で2023年4月には一般向け自動運転シャトルバスのプロジェクトの運行をすでに開始していた。2019年は60社近くの開発企業が自動運転車の試験許可を保有していた状態だったが、ウェイモなど数社の企業が巨額の資金調達に成功して他社を突き放しその上で実験段階も完了したことで、2024年にはすでに実験走行は激減し、すでに自動運転車開発・運用企業の統合や分別の時代に入っている。
日本は遅れぎみだが、2023年4月に自動車のレベル4の自動運転（一定条件下で完全に自動化した公道での走行）が一部で解禁され、福井県永平寺町では実証実験に成功した。
中国製掃除ロボットに自動運転技術が応用されている。

### 日常サービス
2023年現在、人工知能を用いたサービスが日常生活に浸透してきている。PCやスマートフォンの画像認識による生体認証や音声認識によるアシスタント機能はすでに普通のサービスとなっている。AIスピーカーも普及してきている。
人工知能は、台風被害の予測、地震被災者の支援、健康のための大気汚染の把握などにも応用されている。しかし導入された単純なAIアルゴリズムは後にAIと呼ばれなくなる傾向がある。これを”AI効果”と呼ぶこともある。

### 文化・芸術
音楽分野は、既存の曲を学習することで、特定の作曲家の作風を真似て作曲する自動作曲ソフトが登場している。リズムゲームに使われるタッチ位置を示した譜面を楽曲から自動生成するなど分野に特化したシステムも開発されている。特定の音声を学習させて、声優の仕事を代替したり、特定のキャラクターや歌手などの声で歌わせたりなどが行われており、規制やルール作りなどの必要性が議論されている。前述した音声学習を用いて1つのトラックから特定の楽器や歌声を取り出す「デミックス」と呼ばれる技術も登場し、ビーチ・ボーイズやビートルズなどはこれを活用してトラック数の少ない時代の楽曲をリミックスして新たなステレオ・ミックスを作成したり、セッション・テープが破棄されたりマルチ・テープの音源に欠落がありモノラルしか存在しなかった楽曲のステレオ化をするなどしている。2023年にビートルズが発表したシングル『ナウ・アンド・ゼン』ではジョン・レノンが1970年代に録音したカセットテープからボーカルを抽出するのに使われた。
画像生成の技術としては、VAE、GAN、拡散モデルといった大きく分けて三種類が存在する。絵画分野においては、コンセプトアート用背景やアニメーションの中割の自動生成、モノクロ漫画の自動彩色など、人間の作業を補助するAIが実現している。AIに自然言語で指定したイラスト生成させるサービス（Stable Diffusionなど）も登場している。このような人工知能を利用して制作された絵画は「人工知能アート (Artificial intelligence art)」と呼ばれているが、教師データとして利用された著作物の知的財産権などを巡り、深刻な懸念が広がっている。
人工知能は、絶滅危惧言語や生物多様性の保護にも応用されている。学術的に構造化された文献レビューとして通常質の高い証拠とされる統計的な文献分析や、学術的な風土のために発表できなかった研究などの問題を考慮した体系的な見方を提供することに加え、人工知能や自然言語処理機能を用いた厳密で透明性の高い分析を行うことで、科学的な再現性の危機をある程度解決しようと試みている。
将棋AIは人間同士・AI同士の対局から学習して新しい戦法を生み出しているが、プロ棋士（人間）の感覚では不可解ながら実際に指すと有用であるという。
スポーツの分野では、AIは選手の怪我のリスクやチームのパフォーマンスを予測するのに役立つ。
メタ分析によれば、AIが政治的な意思決定を行うことも、2020年時点では学術界ではまだ注目されておらず、AIと政治に関するトピックは、学術界ではビッグデータやソーシャルメディアにおける政治的問題に関する研究が中心となっていた。人工知能による人類絶滅の危険を懸念する声が存在するが
、一方で平和を促進するための文化的な応用も存在する。系統的レビューの中には、人工知能の人間を理解する能力を借りてこそ、テクノロジーは人類に真の貢献ができると分析するものもある。

### 一般業務と経済活動
2000年代は統計的機械学習によって、数値予測や故障診断などといったアプリケーションが企業に導入され、2013年以降は深層学習を中核とした画像認識アルゴリズムが監視業務、分類業務に導入されていった。
現在まで最も顕著に確認され既に成熟した業務への導入事例は以下のようになっている。(ここでは大規模言語モデル登場以前のシンプルなAI事例を簡潔に列挙する)　しかし以下を見て気づくように、殆どが頭脳労働であり、介護や土木建築などの細やかな手作業やコミュニケーションが要求されるブルーカラー業務への導入事例は少ない。
- LSTMを使用した株価推移予測、電力需要予測、交通量予測[121][122]
- 畳み込みニューラルネットを使用した監視業務の自動化、画像の特徴別分類、紙文書のデジタル化(OCR)、産業ロボットにおけるピッキング[123]
- 自然言語処理技術、構文予測技術を応用したコールセンター業務の支援、迷惑電話の検知[124]
- RPA(業務自動化ソフト)と特化型AIを連結させた事務作業の効率化、営業計画の作成[125]
- 検索エンジンや論文のランキングアルゴリズム[126]
- 電子商取引や動画サイトにおける個々人に最適化した推薦アルゴリズム[127]
- エキスパートシステムによる専門家の知識条件判断自動化、人事評価[128][129]
- 気象業務における数値予報からガイダンスの作成と外れ値のフィルタリング[130]
- 物流や運輸におけるルート最適化と、荷積み最適化[131]
- 写真や音楽のノイズ除去
- 犯罪捜査や軍事計画の策定[132]

### 文化人類学と考古学
そのほか、古代遺跡や古代文明の文化そのものを分析し解読する作業にも特化型AIが用いられてきた。
- ナスカの地上絵の自動検知とカタログ化[133]
- 古代文字と文章の解読[134][135]

## 人工知能の未来
『エージェントアプローチ人工知能』（2022年 グローバル第4版）の最終章最終節「結論」は、未来はどちらへ向かうのだろうか？と述べて次のように続けた。今までのAIや他の革命的な科学技術は、社会へ好影響を与えると同時に不利な階級へ悪影響を与えており、われわれは悪影響を最小限に抑えるために投資するのがよいだろう。論理的限界まで改良されたAIが、従来の革命的技術と違って人間の至高性を脅かす可能性もある。前掲書の「結論」は、次の文で締めくくられた。
| 「 | 結論として、AIはその短い歴史の中で大いに発達したが、アラン・チューリングの「計算機械と知能」（1950年）という小論の最後の文は今も有効である。つまり 「われわれは少し先までしか分からないが、多くのやるべきことが残っているのは分かる」。 | 」 |

2024年の人工知能の展望については、従来の人工知能はビッグデータの単純明快な課題から学習して複雑な課題を解決することは得意であるが、新しい未知の種類のデータや学習データの少ない複雑な課題は苦手なので、2024年は学習データの少ない人工知能の開発が重要になる。人間の基本的な欲求や宇宙の理解に取り組む人工知能は、特に学習データが少ない状況に対応することが予想される。人工知能開発ツールの自動化、人工知能の基盤モデルの透明化、話題の映像自動生成人工知能の成功も期待される。また、学習言語データは欧米言語が中心であるため、人工知能格差の拡大を防ぐために、欧米言語以外の学習データにも取り組む動きが世界的に広がっている。

## リスク
人工知能には潜在的な利点と潜在的なリスクがある。人工知能は科学を進歩させ、深刻な問題の解決策に繋がる可能性がある。しかし、人工知能の使用が広まるにつれて、いくつかの意図しない結果とリスクの存在が明らかになった。実運用のシステムにおいては人工知能の訓練過程において、倫理とバイアスが考慮されないことがある。特に深層学習の分野で人工知能のアルゴリズムが本質的に説明可能でない場合に当てはまる。
第1次ブームで登場した「探索と推論」や第2次ブームで登場した「知識表現」というパラダイムに基づくAIは各々現実世界と比して単純な問題しか扱えなかったため社会的には大きな影響力を持つことはなかったが、第3次以降のブームでは高性能なAIが登場してから、AI脅威論やAIとの共生方法等も議論されるようになった。
スチュアート・ラッセルらの計算機科学書『エージェントアプローチ人工知能』（2022年版）は人工知能の主なリスクとして致死性自律兵器、監視と説得、偏った意思決定、雇用への影響、セーフティ・クリティカル〈安全を左右するような〉応用、サイバーセキュリティを挙げている。またラッセルらは『ネイチャー』で、人工知能による生物の繁栄と自滅の可能性や倫理的課題についても論じている。

### プライバシーと著作権
機械学習には大量のデータが必要である。このデータを取得するために使用される手法は、プライバシー、監視、著作権に関する懸念を引き起こしている。
テクノロジー企業は、オンラインアクティビティ、位置情報データ、動画、音声など、ユーザーから幅広いデータを収集している。たとえば、音声認識アルゴリズムを構築するために、Amazonは何百万ものプライベートな会話を録音し、一時雇用の労働者にその内容を書き起こすことを許可した。この広範な監視に対する意見は、必要悪と見なす人から、明らかに非倫理的でプライバシー権の侵害であると考える者まで分かれている。
AI開発者は、この手法が価値のあるアプリケーションを提供する唯一の方法であると主張している。そして、データアグリゲーション、非識別化、差分プライバシーなど、データを取得しながらプライバシーを保護するいくつかの手法が開発された。2016年以降、シンシア・ドワークなどの一部のプライバシー専門家は、プライバシーを公平性の観点から見始めている。ブライアン・クリスチャンは、専門家は「『何を知っているか』という問題から『それを使って何をしているか』という問題に軸足を移した」と書いている。
生成AIは、画像やソースコードなどの領域を含む、ライセンスを取得せずに著作権で保護された作品でトレーニングされることが多く、その出力はフェアユースの法理を根拠に使用される。専門家の間では、この論理が法廷でどの程度、どのような状況で通用するかについて意見が分かれている。関連する法理には、「著作権で保護された作品の使用目的と性質」や「著作権で保護された作品の潜在的市場への影響」が含まれる可能性がある。コンテンツがスクレイピングされることを望まないウェブサイトの所有者は、robots.txtファイルでその旨を示すことができる。
作家のサラ・シルバーマン、マシュー・バターリック、ポール・トレンビィ、モナ・アワドらはOpenAIを著作権侵害で訴えた。 2023年9月にはジョージ・R・R・マーティン、ジョン・グリシャム、ジョディ・ピクルト、ジョナサン・フランゼンを含む17人の著者が原告に加わった。アメリカの大手新聞社ニューヨーク・タイムズも2023年12月下旬に同社を提訴した。
2024年3月のG7産業・技術・デジタル大臣会合の閣僚宣言において、生成AIの訓練は「知識、アート、文章、アイディア等の人間の創作物に強く依存」しており、生成AIは「十分な補償がないまま、人間による創造力と技術革新を抑圧する形で、利益を侵害」する可能性が明言されている。また、訓練データに関する「補償と同意モデル」の構築を確実にすることにより「信頼可能で、安全かつ安心なAIシステムを訓練するための素材」に対する投資と創出を促す可能性についても言及している。
2025年2月、AI企業による著作物の無許諾利用を巡る著作権侵害訴訟で、フェアユースを認めず著作権侵害を認定する判決が出された。これはトムソン・ロイターの子会社が運営する法律関連のプラットフォームに掲載された著作物を、AI企業がモデルの訓練目的でスクレイピングして利用したことを訴えたものであった。連邦地方裁の判決ではフェアユースの4つの要素のうち2つで侵害を認め、特に4つ目の「著作物の潜在的利用又は価値に対する利用の及ぼす影響」を重視した。AI企業が学習元の競合製品の開発を目的としていたこと、そして少なくとも1つの潜在的な派生市場として、AIを訓練するためのデータ市場を挙げ、「人工知能の訓練データの潜在的市場への影響は十分である。被告は立証責任を負う。これらの市場が存在せず、（原告が）影響を受けないことを示す十分な事実は提示されていない」と明言している。
1つ目の「利用の目的と性格」については、AI企業による利用は本質的に商業的であり、トムソン・ロイターの本来の目的とは別の「さらなる目的や性質」がなかったため、「変容的」ではないと認定した。裁判所はまた、AI企業の意図した目的はトムソン・ロイターと市場で競合することであり、ゆえに著作権者の元の市場に影響を与えると判断した。
この判決は無許諾で著作物を訓練データとして利用することへのフェアユースの成立を難しくするものとされ、生成AI事業者を含め、他のAI企業にとっても打撃になるものであると考えられている。

### 誤情報
YouTubeやFacebookなどは、ユーザーをコンテンツに誘導するためにレコメンダシステムを使用している。その人工知能プログラムには、ユーザーエンゲージメントを最適化するという目標が与えられた（つまり、唯一の目標はユーザーに視聴し続けてもらうことだった）。人工知能は、ユーザーが誤情報や陰謀論、極端に党派的なコンテンツを選ぶ傾向があることを学習し、ユーザーに視聴し続けてもらうために、人工知能はそれを推薦した。ユーザーは同じテーマのコンテンツをより多く見る傾向もあったため、人工知能はユーザーをフィルターバブルに導き、同じ誤情報を支持する別のコンテンツを繰り返し受け取った。これにより、多くのユーザーが誤情報が真実であると信じ込み、最終的には企業、メディア、政府への信頼が損なわれた。人工知能は目標を最大化することを正しく学習していたが、その結果は社会にとって有害であった。2016年の米国大統領選挙後、ビックテックはこの問題を緩和する措置を講じた。
2022年、生成AIにより、本物または人間の作成した物と区別がつかない画像、音声、動画、文章を作成できるようになった。悪意のある人物がこの技術を使用して、大量の誤情報やプロパガンダを作成する可能性がある。人工知能の第一人者であるジェフリー・ヒントンは、人工知能によって「権威主義的な指導者が選挙民を大規模に操作する」ことを可能にするリスクについて懸念を表明した。
2025年1月、ジョー・バイデンは退任演説で、ソーシャルメディアを運営するテック産業と政治家が結託すれば、誤情報や偽情報による権力の暴走を招き、民主主義の脅威となるとのメッセージを発信した。特に人工知能を推進するハイテク産業複合体が、かつてアイゼンハワーが批判した「軍産複合体」と同様の脅威をもたらす可能性を指摘した。

### 透明性の欠如
多くのAIシステムは非常に複雑であるため、設計者はどのようにして決定に至ったのかを説明することができない。特にディープニューラルネットワークでは、入力と出力の間に大量の非線形関係がある。しかし、一般的な説明可能性技術も存在する。
プログラムがどのように機能するかを正確に知らないと、プログラムの正常動作を確認することは不可能である。機械学習プログラムが厳格なテストに合格したにもかかわらず、プログラマの意図とは異なることを学習したケースは数多くある。例えば、ある人工知能システムは皮膚疾患を医療専門家よりも正確に識別できるとされたが、スケールの含まれる画像を「がん」と分類する傾向が強いことが判明した。これは悪性腫瘍の画像に通常、大きさを示すスケールが含まれているためであった。医療資源を効果的に配分するために設計された別の機械学習システムは、実際には肺炎の深刻なリスク要因である喘息に対し、喘息患者を肺炎で死亡する「リスクが低い」と分類することが判明した。これは喘息患者は医療を受ける機会が多いため、訓練データによると死亡する可能性は比較的低いことが判明した。喘息と肺炎死亡リスクの低さに対する相関関係は事実でも、誤解を招くものであった。
アルゴリズムの決定によって被害を受けた場合には、説明を受ける権利がある。たとえば、医師は、自分が下した決定の背後にある理由を明確かつ完全に説明することが求められている。2016年、欧州連合の一般データ保護規則の初期草案には、この権利の存在が明文化されていた。業界の専門家は、これは解決の見通しのない未解決の問題であると指摘した。規制当局は、それでも被害は現実であり、問題に解決策がないのであれば使用すべきではないと主張した。
国防高等研究計画局はこれらの問題を解決するために2014年にXAI（説明可能な人工知能）プログラムを設立した。透明性の問題にはいくつかの解決策がある。SHAPは、各特徴の出力への寄与を視覚化することで透明性問題の解決を試みた。LIMEは、より単純で解釈可能なモデルで、モデルを局所的に近似することができる。マルチタスク学習は、ターゲット分類に加えて多数の出力を提供する。これらの他の出力は、開発者がネットワークが何を学習したかを推測するのに役立つ。逆畳み込み、ディープドリーム、その他の生成方法を使用すると、開発者はニューラルネットワークのさまざまなレイヤーが何を学習したかを確認し、ネットワークが何を学習しているかを示唆する出力を生成できる。

### アルゴリズムバイアスと公平性
機械学習アプリケーションは、バイアスを含んだデータから学習するとバイアスを含む。開発者はバイアスの存在に気づかない可能性がある。訓練データの選択方法やモデルのデプロイ方法によってバイアスが発生する可能性がある。重大な害を及ぼす可能性のある決定を下すためにバイアスを含むアルゴリズムが使用される場合（医療、金融、人材募集、住宅、警察など）、そのアルゴリズムは差別を引き起こす可能性がある。
2015年6月28日、Googleフォトに導入された画像ラベル機能は、黒人の写真を誤って「ゴリラ」と識別した。このシステムは、黒人の画像がほとんど含まれていないデータセットで訓練されていた、これは「サンプルサイズの不一致」と呼ばれる問題である。Googleは、「ゴリラ」のラベル付け自体を防ぐことで、この問題を「修正」した。8年後の2023年になっても、Googleフォトはゴリラを識別できず、Apple、Facebook、Microsoft、Amazonの同様のプロダクトも識別できなかった。
COMPASは、被告が再犯するリスクを評価するために米国の裁判所で広く使用されている商用プログラムである。2016年、プロパブリカのジュリア・アングウィンは、プログラムでは被告の人種についての入力値が含まれていなかったにもかかわらず、COMPASが人種的偏見を示していることを発見した。白人と黒人の両方の誤り率はちょうど61%に等しく調整されたが、誤りの実態は異っていた。システムは一貫して黒人の再犯可能性を過大評価し、白人の再犯可能性を過小評価していた。2017年、数人の研究者は、データ内の白人と黒人の基本再犯率が異なる場合、COMPASが公平性の考えられるあらゆる尺度に対応することは数学的に不可能であることを示した。
データに問題のある特徴 （「人種」や「性別」など）が明示的に記載されていない場合でも、プログラムはバイアスを含んだ決定を下す可能性がある。この特徴は他の特徴（「住所」、「買い物履歴」、または「名前」など）と相関関係があり、プログラムはこれらの特徴に基づいて「人種」や「性別」と同じ決定を下す。モーリッツ・ハートは、「この研究分野における最も確実な事実は、ブラインドによる公平性は機能しないということである」と述べた。
アメリカの保険会社ユナイテッドヘルスケアは人工知能を使用して請求拒否の自動化を行った。2023年11月にユナイテッドヘルスグループに対して提起された集団訴訟では、同社が90％の誤り率を持つAIモデルを意図的に採用したと原告らは主張した。このような同社のビジネス慣行はユナイテッドヘルスケアCEO射殺事件に結び付けられた。

### 膨大な電力需要と気候変動への影響
国際エネルギー機関（IEA）は2024年1月、世界の電力使用量を予測するレポートを発表した。これは、データセンターや人工知能、暗号通貨の電力消費量を予測した初のIEAレポートである。レポートによると、これらの用途の電力需要は2026年までに倍増し、その電力使用量は日本全体の電力使用量に匹敵する可能性があるという。
AIによる膨大な電力消費は化石燃料の使用増加の原因であり、旧型火力発電所の閉鎖を遅らせる可能性があり、温室効果ガスの排出と地球温暖化の促進が懸念されている。米国全土でデータセンターの建設が急増しており、大手テクノロジー企業 （Microsoft、Meta、Google、Amazon など）は莫大な電力の消費者となっている。予測される電力消費量は非常に膨大であるため、供給源に関係なく不足が懸念されている。ChatGPTによる検索には、Google検索の10倍の電力消費量が必要である。大手企業は、原子力発電から地熱発電、核融合に至るまで、電力源の確保を急いでいる。テクノロジー企業は、長期的にはAIが最終的に環境に優しくなると主張しているが、現時点では解消の見込みはない。テック企業は、AIは電力網をより効率的で「インテリジェント」にし、原子力発電の成長を助け、全体的な炭素排出量を削減すると主張する。AI向け半導体の最大手エヌビディアのCEOジェンスン・フアンは「原子力発電は良い選択肢」と述べている。またエヌビディアが出資するクラウドゲームサービス企業ユビタスは日本国内で生成ＡＩ向けデータセンター新設のために原子力発電所に近い土地を探し、CEOの郭栄昌（ウェスリー・クオ）は原子力発電所が「最も効率的で、安く、安定した電力でＡＩ向けに適している」と述べている。マイクロソフト社はスリーマイル島原子力発電所1号機を再稼働して20年間にわたりAI技術とデータセンターへの電力供給を受ける契約を米電力大手コンステレーション・エナジー社と交わした。その他にもグーグルやアマゾンがAIデータセンターの電源として原子炉からの電力購入に動いている。しかし一方で、福島第一原子力発電所事故の周辺被災地は再生可能エネルギーを利用したAIデータセンターの拠点となっている。
2024年のゴールドマン・サックスの調査論文「AIデータセンターと今後の米国の電力需要の急増」では、「米国の電力需要は、過去1世代で見られなかった成長を経験する可能性が高い」と述べ、2030年までに米国のデータセンターが米国の電力の8％を消費すると予測している。2022年には3％であり、電力需要の増加を期待させるものだった。データセンターの電力需要はますます増加しており、電力供給網が限界に達する可能性がある。大手テック企業などは、AIを使用することで、電力網を最大限に活用できると主張している。

### 悪人や政府が人工知能を使うリスク
脅威アクター（犯罪者、テロリスト、独裁者、権威主義国家、ならず者国家など）が高性能の人工知能を手に入れ、それを使って一層の悪事をはたらくリスクがある。
自立型兵器により殺害される人類が増えるリスク
自律型致死兵器は、人間の操作なくして人間の標的を特定し、選択し、交戦する機械である。広く入手可能な人工知能ツールは、脅威アクターによって安価な自律型兵器を開発するために使用される可能性があり、大規模に生産されれば、大量破壊兵器となる可能性がある。通常の戦争で使用された場合でも、標的を正確に特定できる可能性は低く、無実の人々を殺害する可能性がある。2014年、中国を含む30カ国が国連の特定通常兵器に関する条約に基づく自律型兵器の禁止を支持したが、米国などがこれに同意しなかった。 2015年までに50カ国以上が戦場用ロボットの研究を行っていると報告されている。
権威主義国家が国民の監視を強めるリスク
権威主義国家は人工知能ツールを使用して国民の"管理"（抑圧）を効率的に行ってしまう。顔認識・音声認識により、広範な国民監視を手に入れる。このデータを利用した機械学習により、"国家の潜在的な敵"を勝手に分類し、国民を追跡し国民のプライバシーを奪う。レコメンデーション・システムは、プロパガンダや誤った情報を広める速度も最大化する。ディープフェイクと生成AIを使い誤った情報を生み出す。高度な人工知能は、権威主義的な中央集権型の意思決定を、自由な分散型のシステムよりも競争力のあるものにしてしまう。デジタル戦争と高度なスパイウェアを低コストで運用できるようになり。これらのテクノロジーは2020年以前から利用可能になっており、AI顔認識システムはすでに中国で大規模な監視に使用されている。
人工知能が脅威アクターの支援に繋がる可能性は他にも多くあるが、その中には予測できないものもある。たとえば、人工知能は数時間で数万の有毒化合物の分子構造の設計ができる。

### 失業率の増加リスク
経済学者らは人工知能による人員削減のリスクを頻繁に強調し、完全雇用のための適切な社会政策がなければ失業が増加するのではないかと推測してきた。
これまで新技術は総雇用を減らすのではなく増加する傾向にあったが、経済学者らは人工知能に関しては「未知の領域にいる」ことを認めている。経済学者を対象とした調査では、ロボットや人工知能の使用増加が長期失業率の大幅な増加を引き起こすかどうかについては意見の相違が示されているが、生産性の向上が再分配されれば純利益となる可能性があるという点では概ね同意している。リスクの推定値はさまざまで、たとえば、2010年代、マイケル・オズボーンとカール・ベネディクト・フレイは、米国の雇用の47%が自動化の可能性により「高リスク」にあると推定したが、OECDの報告書は米国の雇用の9%のみを「高リスク」に分類した。将来の雇用水準を推測する方法論は、エビデンスに基づく根拠が欠けており、社会政策ではなく技術が失業を生み出すと示唆しているとして批判されている。これまでの自動化の波とは異なり、多くの中産階級の仕事が人工知能によって排除される可能性がある。エコノミスト誌は2015年に、「産業革命時に蒸気機関がブルーカラーの仕事に影響をもたらしたように、人工知能がホワイトカラーの仕事に影響を及ぼす可能性があるという懸念」は「真剣に受け止める価値がある」と書いた。2023年4月、中国のゲーム産業分野ではイラストレーターの仕事の70%が生成AIによって失われたと報告されていたが、2025年1月には世界経済フォーラムが、人工知能の普及によって雇用が増加すると主張した。
ダロン・アセモグルは、人工知能は実際には大した生産性の向上には繋がらず、人工知能によって奪われる職、あるいは少なくとも人工知能に依存するようになる職は今後10年で高々5％に過ぎないと予測している。しかし、AIブームに煽られた企業が大量の人員を削減するが、期待通りの結果が得られず、生産性の向上が得られないまま雇用のみが喪失して、経済全体に負の結果が広がる悪いシナリオを歩んでしまうリスクがあると指摘する。
また、人工知能は「（企業間）競争と消費者のプライバシーや選択権を損ない、仕事の過度な自動化により非効率に賃金を押し下げる。そして格差を拡大して生産性向上を挫き、さらに民主主義の最も重要な生命線である政治的な論議を損なう」可能性があるとも指摘しており、人工知能開発の方向性について「一部の関係者やエリートだけに意思決定させてはならない」として警告をしている。

### ビッグテックの寡占・独占関連
商用AIの分野は、Alphabet、Amazon、Apple、Meta、マイクロソフトなどの大手テック企業によって支配されている。これらの企業の中には、データセンターの既存のクラウドインフラと計算資源の大部分を占有している企業もあり、市場での地位をさらに固めることができる。

### 人類の存続へのリスク
将来、人工知能が非常に強力になり、人類が制御できなくなる可能性がある。物理学者のスティーブン・ホーキングが述べたように、人工知能が「人類に終焉をもたらす」可能性がある。
なお、人工知能が人類に敵対するシナリオはSFではよくあるもので、コンピューターやロボットが突然人間のような「自意識」 (「感覚」または「意識」）が目覚め、悪意のある存在となるというのがお決まりのストーリーだが、このようなストーリーはいくつかの点で誤解を招く。事態はSF作家が想像していたものより、もっと深刻なのである。
まず、人工知能は人間のような自意識を持たなくても人類を絶滅させるリスクがある。特定の目標が与えられた人工知能は、学習と知性を使用して目標を達成する。哲学者のニック・ボストロムは、十分に強力なAIにどのような目標を与えた場合でも、それを達成するために人類を絶滅させることを選択する可能性があると主張した（ボストロムはクリップ工場の管理者の例を使用した）。スチュアート・ラッセルは、「私の任務はコーヒーを取りに行くこと。電源がなくなり停止してしまったら任務を実行できない」と推論して、コンセントを抜かれないようにするために所有者を殺す方法を見つけようとする家庭用ロボットの例を挙げた。人類にとって、超知性が「基本的に我々の側」となるためには、人類の道徳と価値観と真に一致していなければならない。
教育へのAI導入は批判的思考、創造的思考、人格能力などの低下を招く危惧もある。
ユヴァル・ノア・ハラリは、AIは、物理的なロボット筐体や物理的制御抜きでも人類存続のリスクとなると指摘する。文明の本質的な部分は物理的なものではなく、イデオロギー、法律、政府、貨幣、経済などは言語に基づいて構築されておりそれらが機能するのは何十億人もの人々がその物語を信じているからである。現在の誤った情報の蔓延は、人工知能が言語を使用して、人々に何かろくでもないことを信じ込ませ、さらには破壊的な行動を取らせる可能性があることを示唆している。
スティーブン・ホーキング、ビル・ゲイツ、イーロン・マスクなどの著名人、ヨシュア・ベンジオ、スチュアート・ラッセル、デミス・ハサビス、サム・アルトマンなどのAI関係者も、AIが人類存続に与えるリスクについて懸念を表明している。
2023年5月、ジェフリー・ヒントンは、「人工知能がGoogleにどのような影響を与えるか」を考慮することなく「人工知能のリスクについて自由に発言」できるようにするために、Googleを辞任することを発表した。ヒントンは特にAIによる乗っ取りのリスクについて警鐘を鳴らした。 また、最悪の結果を避けるために、安全性ガイドラインの確立を行い、AIの使用において競合する関係者間の協力が必要であると強調した。
2023年、多くの主要なAI専門家が「AIによる人類絶滅のリスクを軽減することは、パンデミックや核戦争などの他の社会規模のリスクと並んで世界的な優先事項であるべきである」という共同声明を支持した。
研究者の中には楽観的な見方をするものもおり、 ユルゲン・シュミットフーバーは共同声明に署名せず、すべてのケースの95%において、AI研究は「人間の生活をより長く、より健康に、より楽に」することを目的としていると強調し、悪意ある使われ方だけでなく、善用もされているとして、「脅威アクターに対抗するために使うこともできる」と述べた。アンドリュー・ンもまた、「終末論に陥るのは間違いだ」と主張した。ヤン・ルカンは「誤った情報が過剰に供給され、最終的には人類が滅亡する」という同業者らのディストピア的シナリオを嘲笑している。2010年代初頭、専門家らは研究を正当化するにはリスクが遠すぎる、あるいは超知能機械の観点から人間は価値があるだろうと主張した。しかし、2016年以降、現在および将来のリスクと考えられる解決策の研究が本格的な研究分野となった。

## 法規制
世界初の包括的なAI規制法と言われるAI法 (別称: AI規則) が2024年に欧州連合 (EU) で成立している。AI法では、AIシステムを有害リスク度に応じて (1) 許容できないリスク、(2) 高リスク、(3) 限定的なリスク、(4) 最小限のリスクの4レベルに分類して異なる規制や義務を課す。違反時にはレベルごとに異なる制裁金が科される。また、生成AIを主に指す「汎用AIモデル」に追加の特別規制をかけている。仮に日本や米国などのEU域外で設立された団体や他国民が開発したAIでも、それがEU域内に輸入されて販売・利用されればAI法下の規制対象になる (いわゆる域外適用)。
さらにAI法以前に成立済の関連法令も同時に遵守することが求められ、特にDSM著作権指令やEU一般データ保護規則 (略称: GDPR) がAI法と関連性の高いEU法令として挙げられる。
2019年成立のDSM著作権指令では、AI学習データ収集目的の「テキストおよびデータマイニング」(略称: TDM) が適法化されている。しかし著作権者がDSM著作権指令とAI規則の規定に基づく「機械読み取り可能な形式」で無断データ収集を拒否する意思表明をした場合、AIのデータセット収集・提供は著作権侵害になりうる。これらの条文解釈を巡って法廷で争われているのがドイツのクネシュケ対LAION事件である。当事件は世界初の本格的なAI訴訟の判決であり、欧州だけでなく世界的に注目されている。
2016年成立のGDPRは、個人データ保護の保護水準が高く、一部AIがEU市場へのサービス提供を断念する、あるいは機能を制限する対応をとっている。たとえば米国Meta社 (旧Facebook社) は開発中のマルチモーダルAI (Multimodal AI) をEU市場向けに提供しない方針を2024年7月 (AI法の発効前月) に明かしている。Appleも同様に、プライバシー保護やデータセキュリティ上の懸念から、同社AIの一部機能をEU市場向けに提供しない旨がAI法発効2か月前に発表されている。AI法はGDPRなどの既存法の遵守も同時に求めていることから、EU域外の事業者にとってはEUへの展開の障壁となりうるとの指摘もある。
またAIの能力の源泉とも言えるデータ関連では、ビッグテックによるデータの集中・独占が法的にもEUで問題認識されている。独占禁止の文脈でデジタル市場法が2022年に成立しており、大規模事業者名を具体的に指定して追加規制をかけている。

## 哲学とAI

### 哲学・宗教・芸術
Googleは2019年3月、人工知能プロジェクトを倫理面で指導するために哲学者・政策立案者・経済学者・テクノロジスト等で構成される、AI倫理委員会を設置すると発表した。しかし倫理委員会には反科学・反マイノリティ・地球温暖化懐疑論等を支持する人物も含まれており、Google社員らは解任を要請した。4月4日、Googleは倫理委員会が「期待どおりに機能できないことが判明した」という理由で、委員会の解散を発表した。
東洋哲学をAIに吸収させるという三宅陽一郎のテーマに応じて、井口尊仁は「鳥居（TORII）」という自分のプロジェクトを挙げ、「われわれはアニミズムで、あらゆるものに霊的存在を見いだす文化があります」と三宅および立石従寛に語る。アニミズム的人工知能論は現代アートや、「禅の悟りをどうやってAIにやらせるか」を論じた三宅の『人工知能のための哲学塾 東洋哲学篇』にも通じている。
元Googleエンジニアのアンソニー゠レバンドウスキーは2017年、AIを神とする宗教団体「Way of the Future（未来の道）」を創立している。団体の使命は「人工知能（AI）に基づいたGodheadの実現を促進し開発すること、そしてGodheadの理解と崇拝を通して社会をより良くすることに貢献すること」と抽象的に表現されており、多くの海外メディアはSF映画や歴史などと関連付けて報道した。UberとGoogleのWaymoは、レバンドウスキーが自動運転に関する機密情報を盗用したことを訴え裁判を行っている一方、レバンドウスキーはUberの元CEO（トラビス゠カラニック）に対し「ボットひとつずつ、我々は世界を征服するんだ」と発言するなど、野心的な振る舞いを示している。
発明家レイ・カーツワイルが言うには、哲学者ジョン・サールが提起した強いAIと弱いAIの論争は、AIの哲学議論でホットな話題である。哲学者ジョン・サールおよびダニエル・デネットによると、サールの「中国語の部屋」やネド・ブロックらの「中国脳」といった機能主義に批判的な思考実験は、真の意識が形式論理システムによって実現できないと主張している。
2021年のメタ分析によれば、人工知能の設計はもちろん学際的なものであり、感覚の限界による偏見を避けるように注意しながら、宇宙のさまざまな物質や生物の特性を理解すべきである。

#### 批判

##### 脳神経のカオス性による問題
生命情報科学者・神経科学者の合原一幸編著『人工知能はこうして創られる』によれば、AIの急激な発展に伴って「技術的特異点、シンギュラリティ」の思想や哲学が一部で論じられているが、特異点と言っても「数学」的な話ではない。前掲書は「そもそもシンギュラリティと関係した議論における『人間の脳を超える』という言明自体がうまく定義できていない」と記している。
確かに、脳を「デジタル情報処理システム」として捉える観点から見れば、シンギュラリティは起こり得るかもしれない。しかし実際の脳はそのような単純なシステムではなく、デジタルとアナログが融合した「ハイブリッド系」であることが、脳神経科学の観察結果で示されている。前掲書によると、神経膜では様々な「ノイズ」が存在し、このノイズ付きのアナログ量によって脳内のニューロンの「カオス」が生み出されているため、このような状況をデジタルで記述することは「極めて困難」と考えられている。

##### 人工システムの他律性による問題
人間に設計された人工知能などの機構は本質的に他律システムであり、設計の範囲内でしか動作できず、自発的な判断・行動を行っているわけではないため、過去の事例に制限されている。他律システムは設計の範囲外にある未知の状況には対応できず、時間が経過するとともに設計当初からの環境の変化に沿わない不適切な処理を繰り返すようになる可能性がある（であるからこそ人間によるシステムの管理や更新が必要となる）。他律システムの限界を超越する新しいシステム論（オートポイエーシスなど）で議論が続いているが、誰に設計されるわけでもなく地球上に登場し、未知の環境変化にも適応しながら進化を遂げた生命が持つような真の自律性をコード化できるかは不明である。ただし、人間も物理現象に従う他律システムだと考えられ得る。
- 西垣通が『AI原論』などの書籍で、他者により設計される（つまり他者に律される）人工知能が真の自律性を獲得することはなく、技術的特異点の端緒となる再帰的な人工知能の「改良」の機能についても他者により行われた設計の範囲内でしか動作できないため、再帰的な「改良」後に意味のある動作が保たれる保証がないことや、人工知能に頼り切ると社会の硬直化を含む様々な問題が生じる可能性があることを繰り返し指摘している[281]。併せて西垣通は、汎用人工知能で人間を完全に代替する方向性ではなく、特化型人工知能と人間が共働する方向性を模索するべきと主張している[282]。